# N. Rangasamy

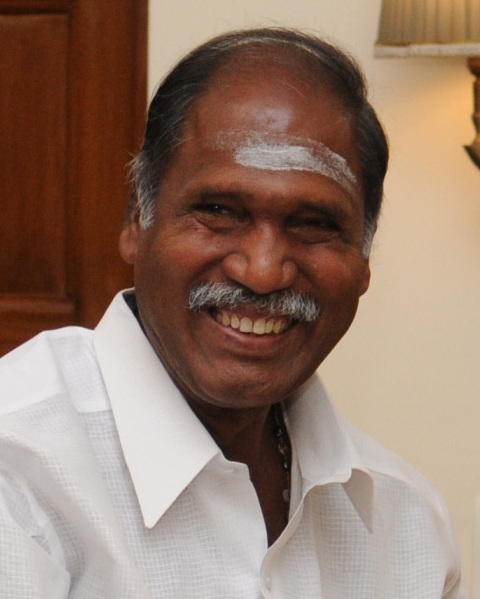
N. Rangasamy (2015)

N. Rangasamy (Tamil: ந. ரங்கசாமி [ˈraŋɡəsaːmi]; auch Rangaswamy; * 4. August 1950 in Puducherry) ist ein indischer Politiker. Er ist Vorsitzender der von ihm 2011 gegründeten Partei All India N. R. Congress und seit dem 7. Mai 2021 amtierender Chief Minister (Regierungschef) des Unionsterritoriums Puducherry (Pondicherry). Zuvor hatte er bereits von 2001 bis 2008 für den Indischen Nationalkongress und 2011 bis 2016 dieses Amt innegehabt.

## Biografie
N. Rangasamy wurde am 4. August 1950 in Puducherry in eine tamilische Hindu-Familie aus der Kaste der Vanniyar geboren. Die Vanniyar werden nach der traditionellen Kastenhierarchie zu den niederen Kasten gerechnet, dominieren in Puducherry aber demografisch. Er hat eine Ausbildung als Rechtsanwalt und ist unverheiratet. Während seiner Studienzeit wandte sich Rangasamy, inspiriert durch das Vorbild K. Kamarajs, der Politik zu und trat der Kongresspartei bei.
Bei den Wahlen zum Parlament Puducherrys trat N. Rangasamy 1990 erstmals im Wahlkreis Thattanchavadi als Kandidat an, unterlag aber. Bei der Neuwahl, die bereits 1991 folgte, konnte er aber ins Parlament einziehen. Den Wahlkreis Thattanchavadi verteidigte auch bei den nächsten Wahlen 1996, 2000, 2001 und 2006. Nach dem Wahlsieg der Kongresspartei 1991 wurde N. Rangasamy Landwirtschaftsminister im Kabinett des Chief Ministers V. Vaithilingam. Im Jahr 1996 übernahm er den Posten des Ministers für öffentliche Angelegenheiten, 2000 den des Bildungsministers. Im Oktober 2001 wurde Rangasamy als Nachfolger P. Shanmugams erstmals Chief Minister Puducherrys. Nach der Parlamentswahl in Puducherry 2006 wurde er im Amt bestätigt, im September 2008 verlor er aber nach einer Kabinettrevolte das Amt an V. Vaithilingam.
Nach seinem Sturz zog sich N. Rangasamy für zwei Jahre aus der aktiven Politik zurück. Im Vorfeld der Parlamentswahl in Puducherry meldete er sich im Januar 2011 aber zurück und gründete die Partei All India N. R. Congress (AINRC) als Abspaltung von der Kongresspartei. Der AINRC gelang es, einen großen Teil der Kongress-Anhängerschaft hinter sich zu scharen und bei der Parlamentswahl im April 2011 im Wahlbündnis mit der AIADMK-Partei die Allianz aus Kongresspartei und DMK zu besiegen. Damit beendete sie die zwanzig Jahre währende Phase der Kongress-Herrschaft in Puducherry. Rangasamy selbst trat gleichzeitig in den beiden Wahlkreisen Indira Nagar and Kadirkamam an, die aus seinem alten Wahlkreis Thattanchavadi gebildet worden waren, und war in beiden erfolgreich. Am 17. Mai 2011 übernahm N. Rangasamy zum zweiten Mal das Amt des Chief Ministers von Puducherry. Die Wahl 2016 in Puducherry ging für den AINRC jedoch verloren, N. Rangasamy verlor am 6. Juni 2016 sein Amt und  befand sich 2016 bis 2021 in der Opposition. Vor der Wahl 2021 bildete sich ein Wahlbündnis aus AINRC, Bharatiya Janata Party (BJP) und AIADMK, das gegen die Allianz aus Kongresspartei und DMK erfolgreich war. Am 7. Mai 2021 wurde N. Rangasamy für eine dritte Amtsperiode als Chief Minister vereidigt. Erstmals war auch die BJP in einer Regierung in Puducherry personell vertreten.

## Politik
N. Rangasamy gilt als volksnah und pflegt einen demonstrativ bescheidenen Lebensstil. So fuhr er auch nach seiner Wahl zum Chief Minister weiter Motorrad statt sich im Dienstwagen chauffieren zu lassen. Während seiner Zeit als Chief Minister verhalfen ihm Programme wie die Einführung eines kostenlosen Frühstücks für Schulkinder, Hilfen für Slumbewohner zum Bau von ordentlichen Häusern oder Infrastrukturprojekte zur Verbesserung der Trinkwasserversorgung zu einiger Popularität. Gleichwohl wurde ihm von Kritikern vorgeworfen, sich zu sehr um seinen eigenen Wahlkreis statt um das gesamte Unionsterritorium zu kümmern.